# Ithkuil nyelv
Az ithkuil egy mesterséges nyelv, John Quijada amerikai nyelvész alkotta meg 1978 és 2004 között.
Nyelvtana rendkívül bonyolult, fonémakészlete rendkívül gazdag, saját, grafikusan felépített írásrendszere van.
Alkotója szerint az a priori filozófiai és a logikai nyelvek egyfajta keresztezése, amely az
emberi gondolkodás és észlelés mélyebb szintű kifejezésére törekszik a lehető legtömörebb módon.
A Quijada eredeti nyelvtanában szereplő példák azt mutatják, hogy egy közlés valamilyen természetes nyelven történő megfogalmazása jelentősen hosszabb szöveget eredményez, mint az ithkuil nyelvű.
Quijada maga is úgy gondolta, hogy az általa alkotott nyelv túl összetett és szigorúan szabályos ahhoz, hogy természetes úton kifejlődhetett volna, de ennek ellenére ez egy emberek által elsajátítható nyelv, amely használható társalgásra vagy irodalmi kifejezésre. Ezidáig senki nem beszéli folyékonyan az ithkuilt, még maga Quijada sem.
2004-ben –
majd 2009-ben
az ithkuil és az ilaks nyelvekről szóló cikkek jelentek meg a Computerra orosz nyelvű tudományos magazinban.
Az ilaks nyelv az ithkuil nyelven alapuló különálló nyelv, az ithkuil egy 'oldalhajtása'.
2011 július 15-én megjelent az ithkuil második, definitív avagy 'hivatalos' kiadása, amely az előző nyelv egy nagymértékben átdolgozott változata. Ez a cikk jelenleg az ithkuil 2004-es állapotára vonatkozik.

## Nyelvtan
Az ithkuil lexika 3600 lehetséges gyökszóból áll, de eddig csak kb. ezer gyök kapott meghatározott jelentést. A gyököket 2 mássalhangzói „radikális” alkotja, belőlük lexémák ezrei képezhetők a nyelv komplex morfofonológiai szabályai szerint;
ezek között lehetnek mássalhangzói és magánhangzói mutációk, szótaghangsúlyok és tónusok eltolódásai, valamint toldalékok (affixumok).
A nominális és verbális formatívok változtathatók (flexióval)  3 tő (stem), 3 minta (pattern), 2 rendeltetés (designation), 9 konfiguráció, 4 társulás (affiliation), 4 perspektíva, 6 kiterjesztés (extension), 2 fókusz (foci), 4 kontextus (context), 2 lényeg (essence) és 81 eset használatával;
toldalékolhatók 153 affixummal, amelyek közül mindegyik 9 fokozatot vehet fel.
A verbális formatívokhoz ezenfelül járulhat még 7 illokúció (kb.: beszédaktus) és 7 konfláció (kb.: kombinálás, egyesítés).
A bővítmények két típusa ragozható 14 valencia, 6 verzió, 8 formátum, 37 deriváció, 30 modalitás, 4 szint, 9 érvényesség (validation), 9 fázis, 9 szankció, 32 aspektus, 8 (ige)mód, és 24 hajlam (bias) kifejezése céljából.

### Alaktani példa
Az iţkuîl elem egy a k-l gyökből képzett alak: ez a gyök szolgál minden, a nyelvvel kapcsolatos fogalom alapjául. A k-l jelentése közelítőleg „beszéd”, „hang”, v. akár „értelmezés”. Különböző morfológiai determinánsok kapcsolódnak hozzá:
- Az -u- vokális infixum
a kul a k-l gyökből képezhető három lehetséges tő közül a 2. tő (Stem 2) holisztikus változata. Jelentése kb. "a beszéd jelentést hordozó egysége" avagy "szó", és nincs kihangsúlyozva a jelentés vagy a kiejtés.
- Az infixum mutációja: u → uî
A másodlagos mód jelzésére szolgál. Jelentése: a kuîl szó nem egy való életben előforduló jelenség, hanem annak egy mentális reprezentációja / képe vagy leképezése egy elképzelt vagy feltételezett tárgyba. Azaz: "kitalált szó".
- Az első gyökalkotó mássalhangzó 8. fokozatú (Grade 8) mutációja: k → ţk
A kifejezés konfigurációja: összetett / kompozit. Ez nagyjából megfelel a 'többes szám' fogalmának pl. az indo-európai nyelvekben, de a jelentése bővebb: a szóban forgó objektumok (itt: a szavak, kuîl) különbözőek és összefüggő, különálló entitást képeznek (nem csak egy objektum-halmazt); így a jelentés: "szókészlet".
- Az i- prefixum (a 24 lehetséges változat egyike)
A kiterjesztés: behatárolt (Delimitive) – a "szókincs" fogalom egyetlen egészként értendő, jól elkülönülő határokkal,  egy lokális megnyilvánulással ellentétben, tehát nem egy szleng vagy dialektus, hanem egy kiterjedt "lexikon", "szókincs".
A szóban forgó objektumok társulása (Affiliation): egybeolvadt (Coalescent). Jelentése: a halmaz különálló elemei együttműködnek egy magasabb cél érdekében. Azaz: a lexikon ill. szókincs "nyelv"-et alkot.
- A hangsúly az utolsó előtti szótagon (-u-)
A szó perspektívája: monadikus – nem több különálló nyelvről van szó, hanem a nyelvről mint általános jelenségről, mint az "emberi nyelvek" vagy a "nyelv" mint absztrakt fogalom.

Tehát az iţkuîl fordítása a következő lehet: "egymást kiegészítő beszéd-elemek teljes, meghatározott, elképzelt rendszere", vagy egyszerűbben "kitalált nyelv".

### Komplex példa

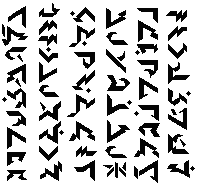
A mondat busztrofedon sorvezetésű saját (içtaîl) írással

Romanizált változat: Pull\ uíqišx ma’wałg eřyaufënienˉ päţwïç auxë’yaļt xne’wïļta’şui tua kit ölla/ yaqazmuiv li’yïrzişka’ p’amm/ aìlo’wëčča šu’yehtaş
IPA: [ˈpʊ̃lː ʊˈɪ́qɪ̀ʃx ˈmáʔwàʟɡ ɛʁjɑʊfɤˈnɪ́ɛ́n ˈpǽθwɯ̀ç aʊˈxɤ́ʔjàɬt xnɛʔwiɬˈtáʔʂʊɪ̀ tʊ́à kɪ̂t œlˈːǎ jaˈqázmʊɪ̀v lɪʔjɯɾˈzɪ́ʂkàʔ pʼǎmː aɪlɔˈwɤ́tʃːà ʃʊʔˈjɛ́htàʂ]
 audio
Angol fordítás: As our vehicle leaves the ground and plunges over the edge of the cliff toward the valley floor, I ponder whether it is possible that one might allege I am guilty of an act of moral failure, having failed to maintain a proper course along the roadway.
Magyar fordítás: Amint járművünk elhagyta a talajt és a szikla peremén átbucskázva a völgy feneke felé zuhant,
azon tűnődtem, vajon felróható-e nekem, hogy bűnös vagyok ama erkölcsi mulasztásban,
hogy képtelen voltam tartani a helyes irányt az úttesten.

## Hangtan
Az ithkuil fonológiai rendszere 65 mássalhangzót és 17 magánhangzót tartalmaz. Ezek a hangok megtalálhatók különböző élő nyelvekben, mint pl. a csecsen és abház.

### Mássalhangzók
|              |              | Labiális | Dentális | Alveoláris | Alveoláris | Retroflex | Poszt- alveoláris | Palatális | Veláris | Uvuláris | Faringális | Glottális |
| centrális    | laterális    | Labiális | Dentális |            |            | Retroflex | Poszt- alveoláris | Palatális | Veláris | Uvuláris | Faringális | Glottális |
| ------------ | ------------ | -------- | -------- | ---------- | ---------- | --------- | ----------------- | --------- | ------- | -------- | ---------- | --------- |
| Nazális      | Nazális      | m        | n        |            |            |           |                   |           | ŋ       |          |            |           |
| Zárhang      | zöngés       | b        | d        |            |            |           |                   | ɟ         | ɡ       | ɢ        |            |           |
| Zárhang      | zöngétlen    | p        | t        |            |            |           |                   | c         | k       | q        |            | ʔ         |
| Zárhang      | hehezetes    | pʰ       | tʰ       |            |            |           |                   | cʰ        | kʰ      | qʰ       |            |           |
| Zárhang      | ejektív      | pʼ       | tʼ       |            |            |           |                   | cʼ        | kʼ      | qʼ       |            |           |
| Affrikáta    | zöngés       |          |          | d͡z         |            | d͡ʐ        | d͡ʒ                |           |         |          |            |           |
| Affrikáta    | zöngétlen    |          |          | t͡s         |            | t͡ʂ        | t͡ʃ                |           |         |          |            |           |
| Affrikáta    | hehezetes    |          |          | t͡sʰ        | t͡ɬʰ        | t͡ʂʰ       | t͡ʃʰ               |           |         |          |            |           |
| Affrikáta    | ejektív      |          |          | t͡sʼ        |            | t͡ʂʼ       | t͡ʃʼ               | c͡çʼ       | k͡xʼ     | q͡χʼ      |            |           |
| Réshang      | zöngés       | v        | ð        | z          |            | ʐ         | ʒ                 | ʝ         | ɣ       |          |            |           |
| Réshang      | zöngétlen    | f        | θ        | s          | ɬ          | ʂ         | ʃ                 | ç         | x       | χ        | ħ          | h         |
| Közelítőhang | Közelítőhang |          | l, ɫ     |            |            | ɭ         |                   | j         | w       | ʁ̞        |            |           |
| Legyintőhang | Legyintőhang |          |          |            |            | ɽ         |                   |           |         |          |            |           |

A /m n ŋ l ɫ ɭ/ szótagot képezhet. A /h/ kiejtése [ɸ] mikor egy magánhangzó előzi meg és egy  mássalhangzó követi. A /t͡ɬʰ/ egy változata a [t͡ɬʼ]; az utóbbi gyakrabban fordul elő szókezdő helyzetben.
A /j w/ kivételével minden mássalhangzó kettőzhető; kettőzéskor a /h/ kiejtése bidentális réshang:  /hː/, valamint a /ɽ/ kiejtése alveoláris pergőhang (azaz [r]).

### Magánhangzók
|            | Elülső | Középső | Hátsó |
| ---------- | ------ | ------- | ----- |
| Zárt       | i y    | ʉ       | ɯ u   |
| Közel zárt | ɪ      |         | ʊ     |
| Középzárt  | e ø    |         | ɤ o   |
| Középnyílt | ɛ œ    |         | ɔ     |
| Nyílt      | æ      | a       | ɑ     |

A diftongusok a következők: /ai̯ æi̯ ei̯ ɤi̯  øi̯ oi̯ ʊi̯  au̯ æu̯ eu̯ ɤu̯  ɪu̯  ou̯ øu̯ aɯ̯  eɯ̯  ɤɯ̯  ʊɯ̯  oɯ̯  ɪɯ̯  æɯ̯  øɯ̯  ʉɯ̯  ae̯/. Minden egyéb magánhangzó-találkozás esetén a hangokat külön kell kiejteni.

## Fordítás
- Ez a szócikk részben vagy egészben  az   Ithkuil című angol Wikipédia-szócikk fordításán alapul.  Az eredeti cikk szerkesztőit annak laptörténete sorolja fel. Ez a jelzés csupán a megfogalmazás eredetét és a szerzői jogokat jelzi, nem szolgál a cikkben szereplő információk forrásmegjelöléseként.

## Külső hivatkozások
- http://www.nyest.hu/hirek/harc-a-vilag-legnehezebb-nyelve-cimert (magyarul)
- das ithkuil spiel: 1 Фонология. Согласные звуки Ифкуиль. (Phonology. Consonants) (orosz, ithkuil nyelven) (video), 2013. (Hozzáférés: 2014) – Ithkuil fonológia, mássalhangzók, az előadó interpretálásában és Quijada példáival